# Сідней – Ньюкасл
Сідней — Ньюкасл — газопровід на сході Австралії.
У середині 1970-х газопровід Мумба — Сідней подав на східне узбережжя ресурс блакитного палива з басейну Купер. Це створило передумови для прокладання газопроводу Сідней — Ньюкасл, який ввели в експлуатацію у 1982 році. Він має довжину 163 кілометри та виконаний у діаметрі 500 мм. З метою оптимізації витрат газопровід до Ньюкасла на більшій частині траси уклали в одну траншею з продуктопроводом від нафтопереробного заводу Клайд.
Спорудження трубопроводу дозволило перевести на природний газ споживачів Ньюкасла, які до того споживали штучний газ. Останній в цей період виробляли вже не з вугілля, а шляхом газифікації naptha (суміш легких рідких вуглеводнів, яка в цілому відповідає конденсату), що на тлі багаторазового зростання ціни нафти було вельми обтяжливо. Також з naptha на природний газ перевели аміачне виробництво заводу добрив на острові Коорганг, до якого проклали відгалуження завдовжки 25 кілометрів з діаметром 350 мм. Ще одним значним споживачем ресурсу став металургійний комбінат Ньюкасла.
Наприкінці 1990-х виникло ще одне джерело ресурсу для живлення трубопроводу Сідней — Ньюкасл, якийм став газопровід Лонгфорд – Сідней, що транспортує продукцію родовищ Бассової протоки.
З 2015-го система має сполучення з сховищем газу Ньюкасл.